# Nuri Şahin
Nuri Şahin (sinh ngày 5 tháng 9 năm 1988) là một huấn luyện viên bóng đá chuyên nghiệp và cựu cầu thủ. Anh hiện đang đảm nhiệm vị trí huấn luyện viên trưởng tại câu lạc bộ Borussia Dortmund thuộc giải Bundesliga của Đức.
Nuri Şahin khởi nghiệp tại Borussia Dortmund, 6 năm gắn bó với đội bóng, anh cùng Dortmund giành chức vô địch Bundesliga năm 2011. Sau đó, Şahin chuyển đến Real Madrid với giá 10 triệu euro. Năm 2012, Şahin thi đấu cho Liverpool theo dạng cho mượn, nhưng sau đó trở lại Dortmund. Anh gắn bó với Dortmund đến năm 2018, sau đó chuyển đến Werder Bremen và Antalyaspor trước khi giải nghệ vào năm 2021.
Nuri Şahin chọn thi đấu cho đội tuyển quốc gia Thổ Nhĩ Kỳ ngay từ cấp độ U16. Anh ra mắt đội tuyển quốc gia vào năm 2005 và có tổng cộng 52 lần khoác áo trước khi giải nghệ vào năm 2017. Sau khi chính thức giải nghệ sự nghiệp cầu thủ vào tháng 10 năm 2021, Nuri Şahin đã bắt đầu hành trình mới với vai trò huấn luyện viên trưởng tại câu lạc bộ Antalyaspor thuộc giải Süper Lig của Thổ Nhĩ Kỳ.

## Cuộc sống cá nhân
Şahin sinh ra trong một gia đình người Thổ Nhĩ Kỳ tại Lüdenscheid và lớn lên ở thị trấn Meinerzhagen gần đó. Anh kết hôn với cô em họ tên Tuğba Şahin (họ Emeni cũ) vào tháng 11 năm 2007. Hai vợ chồng có một con trai tên Ömer sinh năm 2011 tại Madrid. Ngoài tiếng mẹ đẻ là tiếng Thổ Nhĩ Kỳ, Şahin còn thông thạo 4 ngôn ngữ khác: tiếng Đức, tiếng Anh, tiếng Hà Lan và tiếng Tây Ban Nha. Tháng 4 năm 2018, anh theo học chương trình MBA tại Trường Kinh doanh Harvard danh tiếng.

## Sự nghiệp câu lạc bộ

### Những năm đầu
Nuri Şahin đã bén duyên với trái bóng từ khi mới 6 tuổi dưới màu áo RSV Meinerzhagen. Sau 7 mùa giải rèn luyện và cống hiến cho đội bóng quê hương, tài năng của anh đã được Borussia Dortmund, một câu lạc bộ chuyên nghiệp danh tiếng, ghi nhận và chính thức ký hợp đồng vào năm 2001.

### Borussia Dortmund
Vào ngày 6 tháng 8 năm 2005, Nuri Şahin đã ghi dấu ấn lịch sử khi trở thành cầu thủ trẻ nhất ra sân tại Bundesliga khi mới 16 tuổi và 334 ngày. Sau đó, kỷ lục này bị Youssoufa Moukoko phá vỡ vào năm 2020 khi Moukoko mới 16 tuổi 1 ngày. Nuri Şahin tiếp tục ghi danh vào lịch sử Bundesliga khi trở thành cầu thủ trẻ nhất ghi bàn vào ngày 25 tháng 11 năm 2005. Pha lập công của anh được thực hiện trong trận đấu giữa Borussia Dortmund và 1. FC Nürnberg. Tuy nhiên, sau đó kỷ lục này bị Florian Wirtz phá vỡ vào năm 2020.
Ngày 5 tháng 7 năm 2007 đánh dấu cột mốc quan trọng trong sự nghiệp của Nuri Şahin khi anh chuyển đến thi đấu cho Feyenoord theo hợp đồng cho mượn một năm. Điều đặc biệt hơn nữa, tại đây Şahin có cơ hội tái hợp với Bert van Marwijk, người thầy cũ của anh tại Borussia Dortmund.
Sau quãng thời gian thi đấu cho Feyenoord, Nuri Şahin trở lại Borussia Dortmund vào mùa giải 2009-10. Anh đóng vai trò quan trọng trong đội hình, ra sân 33 trong 34 trận và ghi được 4 bàn thắng cùng 8 pha kiến tạo. Mùa giải 2010-11 tiếp tục chứng kiến sự thăng hoa của Şahin. Anh cùng Dortmund giành chức vô địch Bundesliga và được vinh danh là Cầu thủ xuất sắc nhất mùa giải với thành tích 6 bàn thắng và 8 pha kiến tạo.

### Real Madrid
Vào ngày 9 tháng 5 năm 2011, sau nhiều tin đồn, Nuri Şahin đã chính thức tổ chức họp báo tại sân Signal Iduna Park để thông báo rời Borussia Dortmund. Ngay sau đó, anh ký hợp đồng 6 năm với câu lạc bộ Real Madrid của Tây Ban Nha. Phí chuyển nhượng mà Real Madrid trả cho Dortmund là 10 triệu euro. Lý do chính khiến Şahin gia nhập Real Madrid là vì anh muốn được thi đấu dưới sự dẫn dắt của huấn luyện viên José Mourinho và được khoác áo một câu lạc bộ danh tiếng như Real Madrid. Tuy nhiên, Şahin gặp nhiều chấn thương sau khi gia nhập Real Madrid. Anh phải ngồi ghế dự bị từ tháng 8 năm 2011 đến ngày 6 tháng 11 năm 2011 mới có thể ra mắt chính thức trong trận thắng Osasuna 7-1 tại Santiago Bernabéu.. Bàn thắng đầu tiên của Şahin cho Real Madrid đến vào ngày 20 tháng 12 năm 2011 trong trận thắng Ponferradina 5-1 tại Cúp Nhà vua Tây Ban Nha. Ngày 27 tháng 3 năm 2012, Şahin được đá chính trong trận tứ kết UEFA Champions League gặp APOEL. Màn trình diễn của anh trong trận đấu này được nhiều tờ báo khen ngợi.

#### Liverpool (mượn)

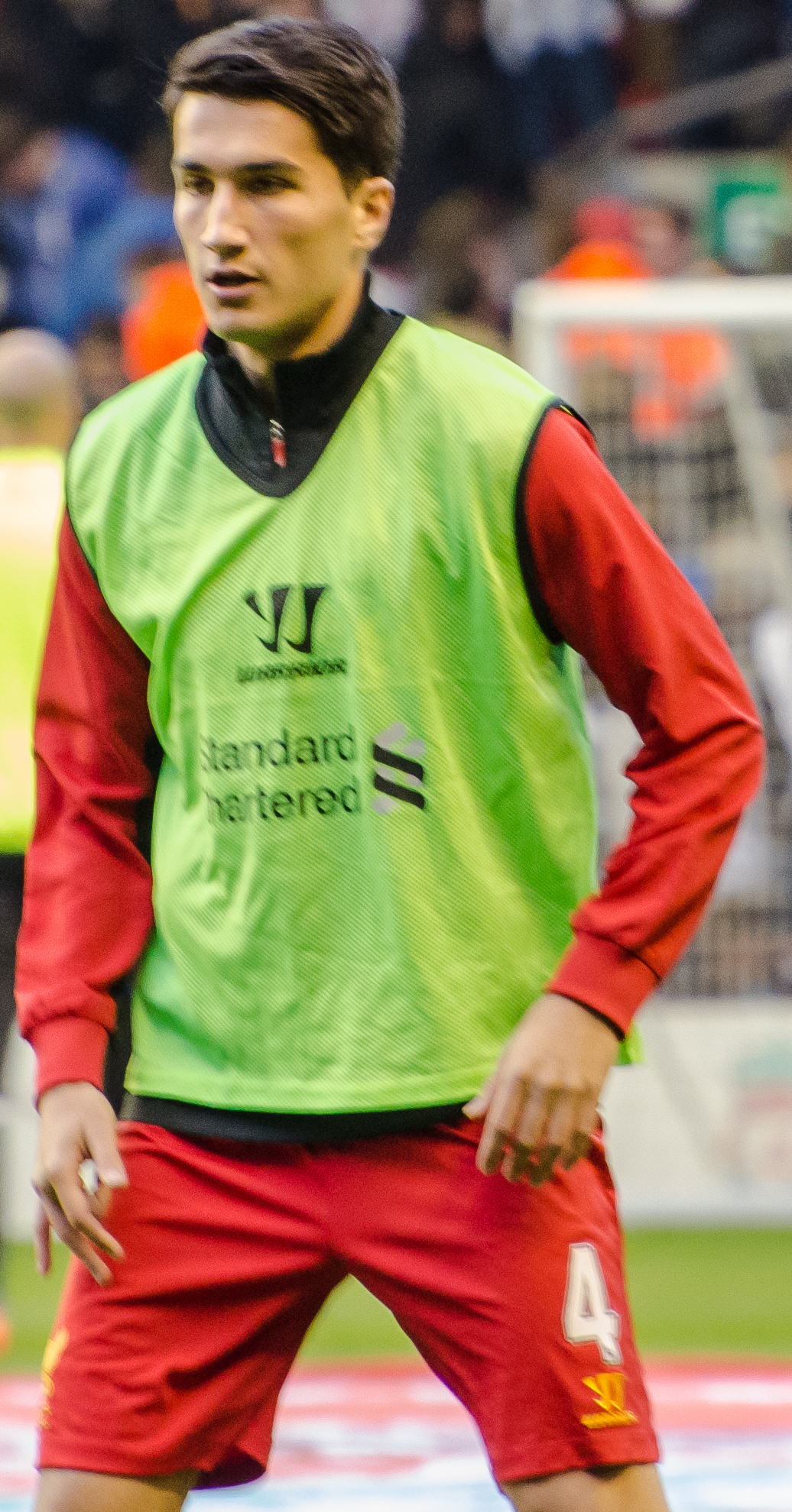
Şahin chơi cho Liverpool năm 2012

Vào ngày 25 tháng 8 năm 2012, Real Madrid đồng ý cho Liverpool mượn Nuri Şahin trong một mùa giải. Anh được trao áo số 4 tại Liverpool. Ngày 2 tháng 9 năm 2012, Şahin có trận ra mắt Liverpool trong trận hòa 0-0 với Arsenal tại Premier League. Ngày 26 tháng 9, Şahin ghi bàn thắng đầu tiên và thứ hai cho Liverpool trong trận thắng 2-1 trước West Bromwich Albion ở vòng 3 League Cup. Ba ngày sau, anh ghi bàn thắng đầu tiên tại Premier League và lập cú đúp trong chiến thắng 5-2 trước Norwich City. Trong 5 tháng thi đấu cho Liverpool, Şahin ghi được 3 bàn thắng và 3 kiến tạo sau 12 trận. Sau khi rời Liverpool, Şahin chia sẻ rằng anh không thực sự hạnh phúc ở cả Real Madrid và Liverpool. Tuy nhiên, anh bày tỏ sự vui mừng khi có cơ hội được thi đấu cùng đội trưởng Steven Gerrard.

### Trở lại Borussia Dortmund

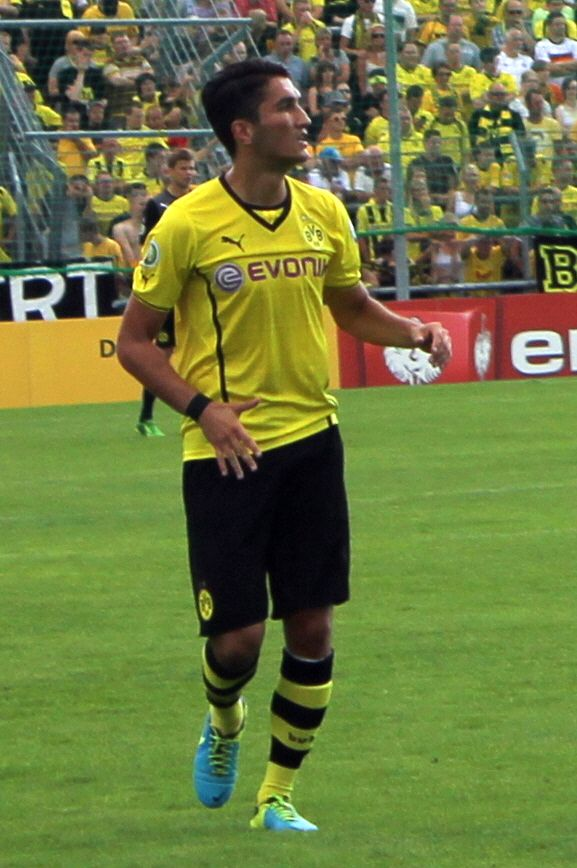
Şahin chơi cho Borussia Dortmund năm 2013

Vào ngày 14 tháng 1 năm 2013, Liverpool bất ngờ thông báo chấm dứt hợp đồng cho mượn Şahin với Real Madrid, đồng thời cho phép anh trở lại Borussia Dortmund dưới dạng cho mượn đến hết mùa giải 2013-2014. Sự trở lại của Şahin khiến huấn luyện viên Jürgen Klopp khá hài lòng. Trước trận giao hữu với Mainz, nơi Dortmund giành chiến thắng trên chấm phạt đền, Şahin thú nhận anh khá hồi hộp. Tám ngày sau, anh có lần ra sân đầu tiên tại Bundesliga kể từ khi rời đi, vào sân thay người trong chiến thắng 5-0 của Dortmund trước Werder Bremen. Vào ngày 16 tháng 3 năm 2013, Şahin ghi hai bàn trong chiến thắng 5-1 của Dortmund trước SC Freiburg.
Ngày 27 tháng 7 năm 2013, Şahin cùng Dortmund đã giành được Siêu cúp Đức (DFL-Supercup) với chiến thắng 4-2 trước Bayern Munich. Ngày 26 tháng 10 năm 2013, Şahin ghi bàn thắng trong trận derby vùng Ruhr (Revierderby) giữa Dortmund và Schalke, góp phần giúp Dortmund giành chiến thắng 3-1. Vào ngày 10 tháng 4 năm 2014, Borussia Dortmund đã kích hoạt điều khoản mua đứt Nuri Şahin từ Real Madrid với mức phí được cho là vào khoảng 7 triệu euro. Vào ngày 25 tháng 4 năm 2017, Şahin gia hạn hợp đồng với Dortmund thêm một năm cho đến năm 2019.

### Werder Bremen

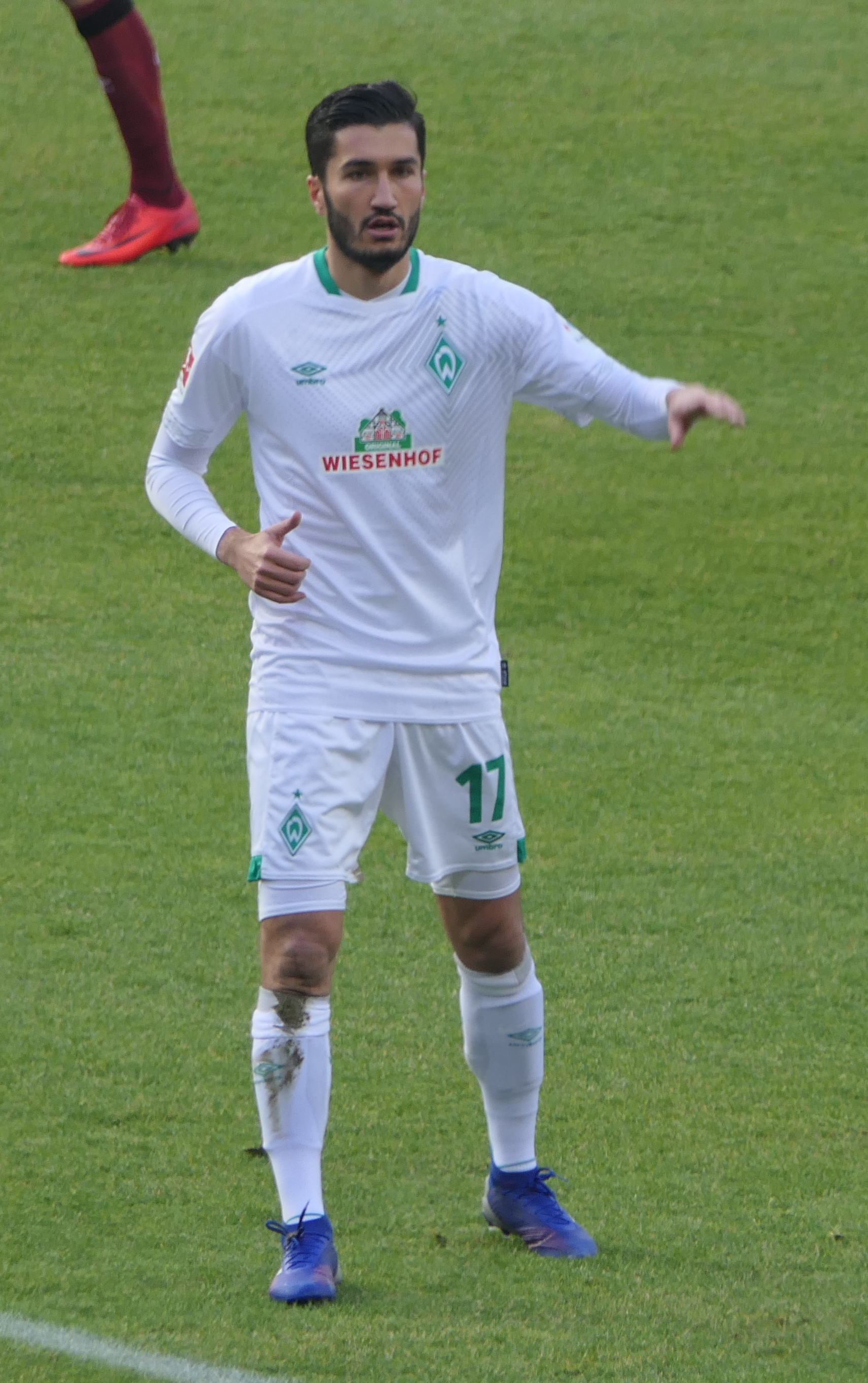
Şahin chơi cho Werder Bremen vào năm 2019

Ngày 31 tháng 8 năm 2018, đúng vào ngày cuối cùng của kỳ chuyển nhượng mùa hè, Nuri Şahin đã chính thức gia nhập SV Werder Bremen. Theo thông tin từ báo chí, anh đã ký hợp đồng hai năm với đội bóng này theo dạng chuyển nhượng tự do. Şahin được dự định sẽ thay thế Thomas Delaney sau khi anh này ra đi. Tuy nhiên, ban đầu anh chỉ được sử dụng như phương án dự phòng cho Philipp Bargfrede. Mùa giải đầu tiên của Şahin tại Werder Bremen khá thành công với 23 lần ra sân, ghi được 1 bàn thắng và có 1 pha kiến tạo. Tại DFB-Pokal, Şahin cùng Werder Bremen bị loại ở bán kết trước Bayern Munich, đội sau đó đã giành chiến thắng chung cuộc. Trong nửa đầu mùa giải 2019–20, Şahin vẫn thường xuyên được ra sân. Tuy nhiên, vào tháng 2 năm 2020, anh mất vị trí trong đội hình chính thức vào tay bộ đôi Davy Klaassen và Maximilian Eggestein. Sau 17 trận mùa giải đó, Şahin có 4 pha kiến tạo, nhưng anh dính chấn thương hông vào đầu tháng 6 và phải nghỉ thi đấu dài hạn.

### Antalyaspor
Tháng 8 năm 2020, Nuri Şahin chính thức ký hợp đồng hai năm với Antalyaspor, câu lạc bộ thuộc giải Süper Lig, Thổ Nhĩ Kỳ. Ngay trong trận ra mắt vào ngày 13 tháng 9, anh đã vào sân thay người ở phút thứ 68 và góp phần giúp Antalyaspor giành chiến thắng 2-0 trước Gençlerbirliği. Tuần sau đó, Şahin có lần đầu tiên đá chính cho đội bóng và thi đấu 77 phút trong trận hòa 1-1 với Beşiktaş. Trong suốt mùa giải đầu tiên, Şahin là trụ cột quan trọng của Antalyaspor với 42 lần ra sân.
Ngày 5 tháng 10 năm 2021, câu lạc bộ Antalyaspor sa thải huấn luyện viên Ersun Yanal và bổ nhiệm Nuri Şahin vào vị trí huấn luyện viên trưởng. Ban đầu, Şahin được đề nghị đảm nhiệm vai trò cầu thủ kiêm huấn luyện viên. Tuy nhiên, sau 11 ngày, vào ngày 16 tháng 10 năm 2021, Şahin chính thức tuyên bố từ giã sự nghiệp thi đấu và tập trung hoàn toàn vào vai trò huấn luyện viên trưởng.

## Sự nghiệp quốc tế
Şahin đã giành được quả bóng đồng tại Giải vô địch bóng đá U-17 thế giới 2005 ở Peru sau một giải đấu thành công với Thổ Nhĩ Kỳ, đội tuyển kết thúc ở vị trí thứ tư. Là cầu thủ trẻ nhất từng chơi và ghi bàn cho Thổ Nhĩ Kỳ, Şahin đã ghi bàn trong trận ra mắt gặp Đức, đất nước nơi anh sinh ra.

## Sự nghiệp huấn luyện viên

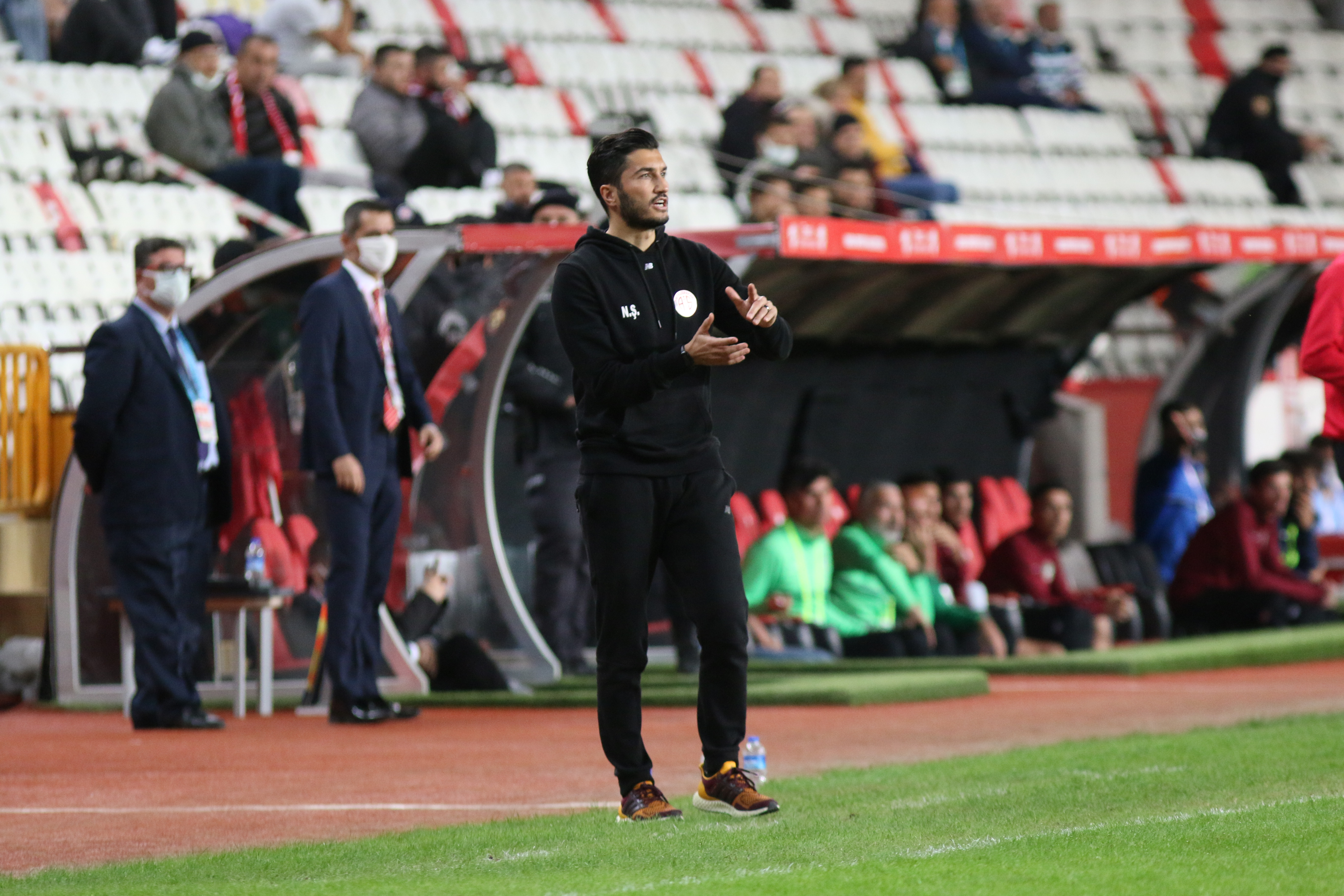
Şahin làm huấn luyện viên của Antalyaspor vào năm 2021

Hè năm 2015, Şahin rẽ hướng sang nghiệp huấn luyện khi nhận lời trở thành trợ lý cho RSV Meinerzhagen, nơi anh từng gắn bó từ thuở thiếu niên. Trong khi đó, anh trai của anh là Ufuk lại tiếp tục theo đuổi nghiệp cầu thủ tại đội Oberliga.

### Antalyaspor
Vào ngày 5 tháng 10 năm 2021, Şahin được bổ nhiệm làm huấn luyện viên trưởng của chính cho Antalyaspor tại giải Süper Lig. Quyết định này được đưa ra sau khi huấn luyện viên cũ Ersun Yanal chỉ gặt hái được 2 chiến thắng sau 8 trận đầu tiên của mùa giải.
Tháng 12 năm 2021, Şahin và đội bóng của anh đã tạo nên bất ngờ lớn khi đánh bại Trabzonspor, ứng cử viên vô địch Thổ Nhĩ Kỳ mùa giải 2021-22. Đây là trận thua đầu tiên của Trabzonspor tại giải đấu. Sau chiến thắng vang dội này, đội bóng của Şahin tiếp tục thi đấu ấn tượng với chuỗi trận bất bại từ vòng đấu thứ 23 đến hết mùa giải. Nhờ vậy, họ đã bảo vệ thành công vị trí dẫn đầu và cán đích ở vị trí thứ bảy chung cuộc.

### Borussia Dortmund
Ngày 29 tháng 12 năm 2023 đánh dấu một bước ngoặt quan trọng trong sự nghiệp của Şahin. Sau khi chia tay Antalyaspor, anh cùng người đồng đội cũ Sven Bender chính thức trở thành trợ lý huấn luyện viên cho Edin Terzić tại Borussia Dortmund. Hợp đồng của họ có hiệu lực từ ngày 1 tháng 1 năm 2024 đến ngày 30 tháng 6 năm 2025.

## Thống kê sự nghiệp

### Câu lạc bộ
| Câu lạc bộ               | Mùa giải          | Giải đấu Liên đoàn        | Giải đấu Liên đoàn | Giải đấu Liên đoàn | Cúp Quốc gia | Cúp Quốc gia | Cúp Liên đoàn | Cúp Liên đoàn | Châu Âu    | Châu Âu   | Khác       | Khác      | Tổng cộng  | Tổng cộng |
| Câu lạc bộ               | Mùa giải          | Bảng                      | Lần ra sân         | Bàn thắng          | Lần ra sân   | Bàn thắng    | Lần ra sân    | Bàn thắng     | Lần ra sân | Bàn thắng | Lần ra sân | Bàn thắng | Lần ra sân | Bàn thắng |
| ------------------------ | ----------------- | ------------------------- | ------------------ | ------------------ | ------------ | ------------ | ------------- | ------------- | ---------- | --------- | ---------- | --------- | ---------- | --------- |
| Borussia Dortmund        | 2005–06           | Bundesliga                | 23                 | 1                  | 0            | 0            | —             | —             | 1          | 0         | —          | —         | 24         | 1         |
| Borussia Dortmund        | 2006–07           | Bundesliga                | 24                 | 0                  | 1            | 0            | —             | —             | —          | —         | —          | —         | 25         | 0         |
| Borussia Dortmund        | 2008–09           | Bundesliga                | 25                 | 2                  | 2            | 0            | —             | —             | 1          | 0         | —          | —         | 28         | 2         |
| Borussia Dortmund        | 2009–10           | Bundesliga                | 33                 | 4                  | 3            | 2            | —             | —             | —          | —         | —          | —         | 36         | 6         |
| Borussia Dortmund        | 2010–11           | Bundesliga                | 30                 | 6                  | 2            | 0            | —             | —             | 8          | 2         | —          | —         | 40         | 8         |
| Borussia Dortmund        | Tổng cộng         | Tổng cộng                 | 135                | 13                 | 8            | 2            | —             | —             | 10         | 2         | —          | —         | 153        | 17        |
| Borussia Dortmund II     | 2006–07           | Giải khu vực miền Bắc     | 4                  | 0                  | —            | —            | —             | —             | —          | —         | —          | —         | 4          | 0         |
| Borussia Dortmund II     | 2008–09           | Giải đấu khu vực miền Tây | 1                  | 1                  | —            | —            | —             | —             | —          | —         | —          | —         | 1          | 1         |
| Borussia Dortmund II     | Tổng cộng         | Tổng cộng                 | 5                  | 1                  | —            | —            | —             | —             | —          | —         | —          | —         | 5          | 1         |
| Feyenoord (mượn)         | 2007–08           | Eredivisie                | 29                 | 6                  | 3            | 0            | —             | —             | —          | —         | —          | —         | 32         | 6         |
| Real Madrid              | 2011–12           | La Liga                   | 4                  | 0                  | 2            | 1            | —             | —             | 4          | 0         | —          | —         | 10         | 1         |
| Liverpool (mượn)         | 2012–13           | Premier League            | 7                  | 1                  | 0            | 0            | 1             | 2             | 4          | 0         | —          | —         | 12         | 3         |
| Borussia Dortmund (mượn) | 2012–13           | Bundesliga                | 15                 | 3                  | 0            | 0            | –             | –             | 3          | 0         | 0          | 0         | 18         | 3         |
| Borussia Dortmund (mượn) | 2013–14           | Bundesliga                | 34                 | 2                  | 4            | 0            | –             | –             | 9          | 0         | 1          | 0         | 48         | 2         |
| Borussia Dortmund (mượn) | Tổng cộng         | Tổng cộng                 | 49                 | 5                  | 4            | 0            | –             | –             | 12         | 0         | 1          | 0         | 66         | 5         |
| Borussia Dortmund        | 2014–15           | Bundesliga                | 7                  | 1                  | 0            | 0            | –             | –             | 2          | 0         | 0          | 0         | 9          | 1         |
| Borussia Dortmund        | 2015–16           | Bundesliga                | 9                  | 0                  | 0            | 0            | –             | –             | 3          | 0         | 0          | 0         | 12         | 0         |
| Borussia Dortmund        | 2016–17           | Bundesliga                | 5                  | 0                  | 1            | 0            | –             | –             | 3          | 1         | 0          | 0         | 9          | 1         |
| Borussia Dortmund        | 2017–18           | Bundesliga                | 18                 | 2                  | 2            | 0            | –             | –             | 4          | 0         | 1          | 0         | 25         | 2         |
| Borussia Dortmund        | Tổng cộng         | Tổng cộng                 | 39                 | 3                  | 3            | 0            | –             | –             | 12         | 1         | 1          | 0         | 55         | 4         |
| Werder Bremen            | 2018–19           | Bundesliga                | 20                 | 1                  | 3            | 0            | –             | –             | –          | –         | –          | –         | 23         | 1         |
| Werder Bremen            | 2019–20           | Bundesliga                | 16                 | 0                  | 1            | 0            | –             | –             | –          | –         | 0          | 0         | 17         | 0         |
| Werder Bremen            | Tổng cộng         | Tổng cộng                 | 36                 | 1                  | 4            | 0            | –             | –             | –          | –         | 0          | 0         | 40         | 1         |
| Antalyaspor              | 2020–21           | Süper Lig                 | 36                 | 0                  | 6            | 0            | –             | –             | –          | –         | –          | –         | 42         | 0         |
| Tổng số sự nghiệp        | Tổng số sự nghiệp | Tổng số sự nghiệp         | 340                | 30                 | 30           | 3            | 1             | 2             | 42         | 2         | 2          | 0         | 416        | 37        |

1. ↑  Bao gồm DFB-Pokal, KNVB Cup, Copa del Rey, Turkish Cup
2. ↑  Bao gồm Football League Cup
3. ↑  Xuất hiện ở UEFA Cup
4. 1 2 3  Số trận tham dự UEFA Europa League
5. 1 2 3 4 5  Số trận tham dự UEFA Champions League
6. 1 2  Xuất hiện ở DFL-Supercup
7. ↑  Ba lần ra sân tại UEFA Champions League, một lần ra sân tại UEFA Europa League

### Đội tuyển quốc gia
Tính đến 6 tháng 10 năm 2017
| Thổ Nhĩ Kỳ | Thổ Nhĩ Kỳ | Thổ Nhĩ Kỳ |
| Năm        | Trận       | Bàn        |
| ---------- | ---------- | ---------- |
| 2005       | 1          | 1          |
| 2006       | 9          | 0          |
| 2007       | 1          | 0          |
| 2008       | 4          | 0          |
| 2009       | 5          | 0          |
| 2010       | 5          | 0          |
| 2011       | 1          | 0          |
| 2012       | 11         | 1          |
| 2013       | 7          | 0          |
| 2014       | 3          | 0          |
| 2015       | 0          | 0          |
| 2016       | 4          | 0          |
| 2017       | 1          | 0          |
| Tổng cộng  | 52         | 2          |

### Bàn thắng quốc tế
Bàn thắng của Thổ Nhĩ Kỳ in đậm:
| #  | Ngày                | Địa điểm                                           | Đối thủ | Bàn thắng | Kết quả | Giải đấu |
| -- | ------------------- | -------------------------------------------------- | ------- | --------- | ------- | -------- |
| 1. | 8 tháng 10 năm 2005 | Sân vận động Olympic Atatürk, Istanbul, Thổ Nhĩ Kỳ | Đức     | 2–0       | 2–1     | Giao hữu |
| 2. | 24 tháng 5 năm 2012 | Red Bull Arena, Salzburg, Áo                       | Gruzia  | 2–0       | 3–1     | Giao hữu |

### Thống kê quản lý
Tính đến trận đấu diễn ra ngày 24 tháng 12 năm 2023
| Đội         | Từ                  | Đến                  | Kết quả | Kết quả | Kết quả | Kết quả | Kết quả     | Ref.   |
| Đội         | Từ                  | Đến                  | Điểm    | Thắng   | Hòa     | Thua    | Tỷ lệ thắng | Ref.   |
| ----------- | ------------------- | -------------------- | ------- | ------- | ------- | ------- | ----------- | ------ |
| Antalyaspor | 5 tháng 10 năm 2021 | 31 tháng 12 năm 2023 | 94      | 44      | 19      | 31      | 046,81      | [ 84 ] |
| Tổng cộng   | Tổng cộng           | Tổng cộng            | 94      | 44      | 19      | 31      | 046,81      |        |

## Danh dự
Feyenoord
- Cúp KNVB: 2007–08

Borussia Dortmund
- Bundesliga: 2010–11
- Cúp bóng đá Đức: 2016–17
- Siêu cúp Đức: 2013
- Á quân UEFA Champions League: 2012–13

Real Madrid
- La Liga: 2011–12

Thổ Nhĩ Kỳ U17
- Giải vô địch bóng đá U-17 châu Âu: 2005

Cá nhân
- Cầu thủ vàng giải vô địch U17 châu Âu của UEFA: 2005
- Quả bóng đồng Giải vô địch bóng đá U-17 thế giới: 2005
- Chiếc giày bạc Giải vô địch bóng đá U-17 thế giới: 2005
- Cầu thủ xuất sắc nhất Bundesliga của VDV: 2010–11
- Cầu thủ xuất sắc nhất Bundesliga của tạp chí Kicker: 2010–11
- Đội hình tiêu biểu Bundesliga của tạp chí Kicker: 2010–11[85]
- Đội hình tiêu biểu của năm của ESM: 2010–11